# Transgénèse
Cet article concerne le procédé de génie génétique. Pour la bande-dessinée, voir Transgénèse (bande dessinée).

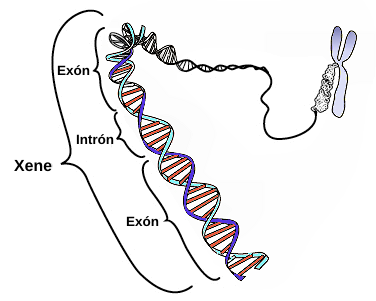
Schéma d'un gène chez les eucaryotes

La transgenèse,,,, ou transgénèse, est le fait d'incorporer un ou plusieurs gènes dans le génome d'un organisme vivant. Ce transgène pourra être exprimé dans l'organisme transformé. Stratégie servant initialement aux chercheurs pour étudier la fonction des gènes, cette approche est également utilisée par les industries pharmaceutique et agro-alimentaire. Elle est entre autres une nouvelle stratégie d’obtention de variétés végétales ou animales résistantes au stress biotique (parasites, insectes) ou abiotique (sécheresse, faible luminosité). Ces nouvelles variétés sont généralement regroupées sous le terme d'organismes génétiquement modifiés (OGM).
Les transformations génétiques d'organismes unicellulaires ou de virus sont relativement simples à aborder. Elles font appel à des techniques nettement plus complexes pour les animaux et végétaux.

## Technique
La transgenèse comporte plusieurs étapes :
- L'identification du « gène d'intérêt », le gène dont on veut étudier le fonctionnement en recherche fondamentale ou le gène responsable de la caractéristique jugée intéressante à transférer pour un OGM (par exemple la résistance à la pyrale est portée par le gène Bt dans le maïs Bt).

- La construction du transgène. Elle implique la réalisation d'une séquence nucléotidique comportant : (1) la séquence codant la protéine d'intérêt ; (2) en amont du gène un promoteur et des séquences régulatrices (afin de permettre la transcription) ; (3) en aval un terminateur de transcription. Une séquence est un enchaînement de nucléotides particulier. Le choix des séquences régulatrices permet d'orienter l'expression du gène, de la limiter à une partie de l'organisme (feuilles ou racines, glandes mammaires, etc.) ou à un stade de son développement.

- Dans certains cas, l'insertion du transgène se fait par l'intermédiaire d'un vecteur. Ce vecteur peut comporter des séquences de régulation, réplication ou encore des marqueurs de sélection. Les vecteurs les plus connus sont les plasmides, petites boucles d'ADN d'origine bactérienne. Les séquences de régulation comportent obligatoirement un promoteur adapté à l'organisme receveur. Les marqueurs de sélection sont généralement des gènes de résistances à des antibiotiques, des herbicides ou des pesticides.

- La transformation de l'organisme cible, par intégration de l'ADN de l'organisme d'origine, support de l'information génétique, dans les cellules de l'organisme cible. L'introduction du transgène, ou du vecteur dans le génome de la cellule, peut se faire par perméabilisation des membranes (bactéries, levures), par un procédé mécanique (projection de microbilles de tungstène ou d'or portant le plasmide), ou encore par un vecteur biologique (une bactérie, Agrobacterium tumefaciens  pour la transformation des plantes ou un phage pour la transformation des bactéries). Il est également possible d'introduire la construction génique directement, par micro-injection dans la cellule.

- La sélection des cellules transformées, à l'aide par exemple, d'éléments discriminants inclus dans le transgène. Ainsi, en introduisant un gène de résistance à un antibiotique dans le plasmide et en mettant les bactéries transformées en contact avec l'antibiotique concerné, ne survivront que les bactéries ayant reçu le transgène.

## Différences entre la transgenèse et les méthodes classiques d'amélioration

### Bénéfices
- Avantages de pureté et de rapidité : la transgenèse permet d'introduire un caractère intéressant unique, et ce, en une seule étape. Les techniques traditionnelles donnent des individus ayant hérité de plus d'un caractère, et ce, après plusieurs générations de croisements.
- Possibilités de croisements très diverses : les méthodes classiques ne permettent d'échanger des gènes qu'à l'intérieur d'une espèce ou tout du moins entre espèces relativement proches. La transgenèse, en revanche, permet l'introduction dans un organisme receveur d'un gène provenant de n'importe quel organisme donneur, voire d'un gène artificiel.

### Inconvénients
- Il est nécessaire d'identifier et de cloner la séquence des gènes intéressants, puis de synthétiser in vitro ces gènes avant d'effectuer la transgénèse.
- La transgenèse ne permet l'introduction que d'un petit nombre de gènes (variable suivant les espèces et les techniques utilisées).